# Ondřej Smeykal
Ondřej Smeykal (* 19. prosince 1975 Sušice) je český výtvarník a muzikant, profesionální hráč a průkopník hry na australský domorodý nástroj didgeridoo a elektrodidgeridoo.

## Život
Po ukončení základní školy odešel do Prahy na Střední uměleckou školu textilních řemesel. Ve studiu pokračoval na Akademii výtvarných umění v Praze.
Ondřej Smeykal nastoupil kdysi svou dráhu jako samouk a kvůli nedostupnosti didgeridoo začínal první pokusy s osvojením hry nacvičovat na obyčejné papírové trubky používané k navinování koberců. Později se na necelý rok vydal do Austrálie za účelem studia aboriginského skalního malířství na univerzitě v Canbeře a studia hry na australský domorodý nástroj. Dnes se tento česko-slovenský průkopník didgeridoo věnuje koncertním vystoupením, pořádá semináře výuky hry pro začínající i pokročilé a na základě úzkých kontaktů na australské výrobce zastává ve spolupráci s nimi i roli dovozce tradičních eukalyptových nástrojů.
V současnosti pořádá workshopy, přednášky a koncerty. Za jeho největší výtvarný úspěch lze považovat reprezentaci České republiky na Expo 2005 v Nagoji v Japonsku. Jeho hudební úspěchy charakterizuje dnes již stálá účast na známých didgeridoo festivalech a samostatných koncertech, zejména v Německu, Itálii, Švýcarsku (Swizzeridoo), USA, Polsku, ve Velké Británii a v dalších zemích. Úspěchy, dosahující pozornosti už i předních světově známých hráčů, jako například legendárního didgeridoo hráče Marka Atkinse.

## Dílo
V hudbě je patrné silné zabarvení jeho bigbeatovou minulostí sahající do let 1995–1996, kdy hostoval na CD australského didgeridooisty Iana Wooda pod názvem Pražské snění a později s ním založil skupinu Wooden Toys. Spolupracoval mj. s Monikou Načevou na jejím albu Fontanela nebo s Filharmonií Hradec Králové při zpracování skladby Vladimíra Vimmera Věk vodnáře.
Ondřej Smeykal vydává svá hudební díla pro didgeridoo na CD. Po samostatných albech Didgeridoo Solo I (2004), Didgeridoo Solo II (2006) a Didgeridoo Solo III (2010), jehož obsahem jsou tři CD, dospěl autor k novému názvu, Singing Didgeridoo (2013), a to kvůli novým skladatelským a interpretačním přístupům. Výrazně se nově projevuje hlasová složka a snaha o tvorbu „zapamatovatelných písní“. Zatím posledním autorským dílem je Singing Didgeridoo II (2017).
Účastnil se přibližně dvaceti kolektivních výstav doma i v zahraničí. Je například autorem obálky publikace Morgenstern v Čechách: 21 proslulých básní ve 179 českých překladech 36 autorů (1996).